# Domingo Santos
Domingo Santos, írói álnév, eredeti neve: Pedro Domingo Mutiñó (Barcelona, 1941. december 15. – Zaragoza, 2018. november 2.) spanyol tudományos-fantasztikus író, fordító, szerkesztő.

## Élete
Az egyik leghíresebb spanyol sci-fi szerző, 800 fordítása, 45 önálló alkotása és több, mint 25 általa szerkesztett antológia ismert. További írói álnevei Peter Danger és Peter Dean voltak. Közreműködött a Bang! című lap szerkesztésében, valamint Sebastián Martínezzel és Luis Vigillel közösen ő alapította meg a leghíresebb spanyol sci-fi magazint, a Nueva Dimensión-t. Első regénye 1959-ben jelent meg, ezután párhuzamosan dolgozott mint író, szerkesztő és fordító. 
A sci-fi egyik legnagyobb népszerűsítője volt Spanyolországban. Egyik legjobb regényének a Gabriel-t tartják, ebben egy humanoid robot egyfajta "keresztes hadjáratban" vesz részt. A munka először a Nebulae című gyűjteményben jelent meg az 1960-as években, később több nyelvre is lefordították. Ez volt az egyik legelső sci-fi munka, amely Spanyolországon kívül is megjelent. Öt éven át volt az UPC-díj zsűritagja, 1996-ban a díj döntőse, 1997-ben pedig nyertese. Nevéhez fűződik a Domingo Santos-díj is, amelyet minden évben a spanyol tudományos-fantasztikus kongresszus (HispaCon) ad át.

## Válogatott munkái
- ¡Nos han robado la Luna! (1959)
- El planeta maldito (1960)
- Nieblas blancas (1960)
- El umbral de la Atlántida (1961)
- Los hombres del Más Allá
- ¡Descohesión! (1961)
- La ruta de los pantanos
- La amenaza sin nombre (1961)
- Viaje al infinito
- Extraña invasión
- Expedición al pasado
- El Sol estalla mañana
- La bestia
- Planeta de silencio
- Mensaje al futuro
- ¡Robot!
- Los habitantes del Sol
- Más allá del infinito

## Magyarul megjelent művei
- Az a nap, amikor az idegenek leszállnak a Földre… (novella, Galaktika 24., 1977)
- A felhők fölött (novella, Galaktika 24., 1977)
- Szmog (novella, Galaktika 307., 2015)
- A tyúk meg a tojás (novella, Galaktika 313., 2016)

## Fordítás
- Ez a szócikk részben vagy egészben  a   Domingo Santos című spanyol Wikipédia-szócikk ezen változatának fordításán alapul.  Az eredeti cikk szerkesztőit annak laptörténete sorolja fel. Ez a jelzés csupán a megfogalmazás eredetét és a szerzői jogokat jelzi, nem szolgál a cikkben szereplő információk forrásmegjelöléseként.